# Cascades de Gersoppa
Les cascades de Gersoppa (Gersoppa Falls) és una cascada d'aigua a 14° 14′ N, 74° 49′ E / 14.233°N,74.817°E al districte de North Kanara a Karnataka a uns 28 km de Gersoppa, localment anomenada cascades de Jog o Jog Falls (per ser Jog el poble més proper) al riu Sharavati. Té una amplada de 71 metres cau amb una altura de 257 metres per mitjà de quatre cascades separades conegudes com les cascades del Raja, o també Horseshoe Fall, The Roarer, The Rocket i La Dame 
Blanche.
Per altura, volum i bellesa són les millors cascades de l'Índia i estan entre les millors del món. La llum a diferents hores del dia i segons les condicions, provoca espectaculars efectes.